# Beregsurány, Szabolcs-Szatmár-Bereg
Beregsurány  este un sat în districtul Vásárosnamény, județul Szabolcs-Szatmár-Bereg, Ungaria, având o populație de 576 de locuitori (2011). 

## Demografie
Componența etnică a satului Beregsurány
     Maghiari (98,41%)
     Alții (1,59%)
Componența confesională a satului Beregsurány
     Reformați (34,72%)
     Romano-catolici (33,85%)
     Greco-catolici (6,94%)
     Fără religie (1,74%)
     Necunoscută (22,74%)
     Alte religii (1,04%)
Conform recensământului din 2011, satul Beregsurány avea 576 de locuitori. Din punct de vedere etnic, majoritatea locuitorilor (98,41%) erau maghiari. Nu există o religie majoritară, locuitorii fiind reformați (34,72%), romano-catolici (33,85%), greco-catolici (6,94%) și persoane fără religie (1,74%). Pentru 22,74% din locuitori nu este cunoscută apartenența confesională.